# Evangeline (Gedicht)

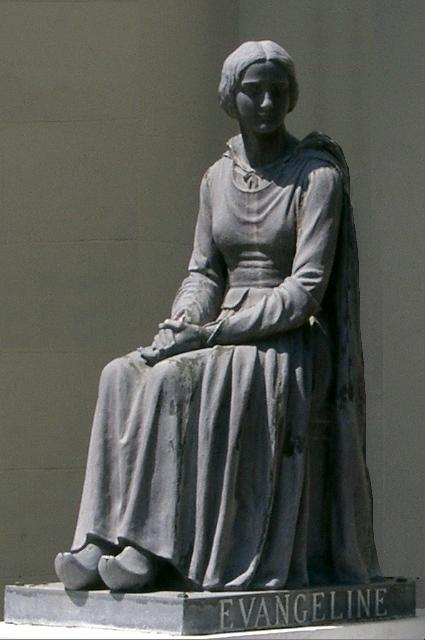
Denkmal in St. Martinville (Louisiana) für die vertriebenen Akadier

Evangeline, A Tale of Acadie ist ein Versepos des amerikanischen Dichters Henry Wadsworth Longfellow, das 1847 veröffentlicht wurde. Das Gedicht handelt von einem akadischen Mädchen namens Evangeline und ihrer Suche nach ihrer verlorenen Liebe Gabriel zur Zeit der zwangsweisen Aussiedlung der Akadier, des sog. „großen Umbruchs“.
Die Idee für das Gedicht stammt von Longfellows Freund Nathaniel Hawthorne. Longfellow verwendet daktylische Hexameter und ahmt damit griechische und lateinische Klassiker nach. Evangeline gehört zu Longfellows berühmtesten und meistgelesenen Werken.
Das Gedicht hatte eine starke Auswirkung auf die Geschichtsschreibung und Identität der Akadier im 19. und 20. Jahrhundert. Jüngere Forschungen haben historische Fehler im Gedicht und die Komplexität der Vertreibung aufgezeigt, die vom Gedicht stark vereinfacht wird.

## Handlung

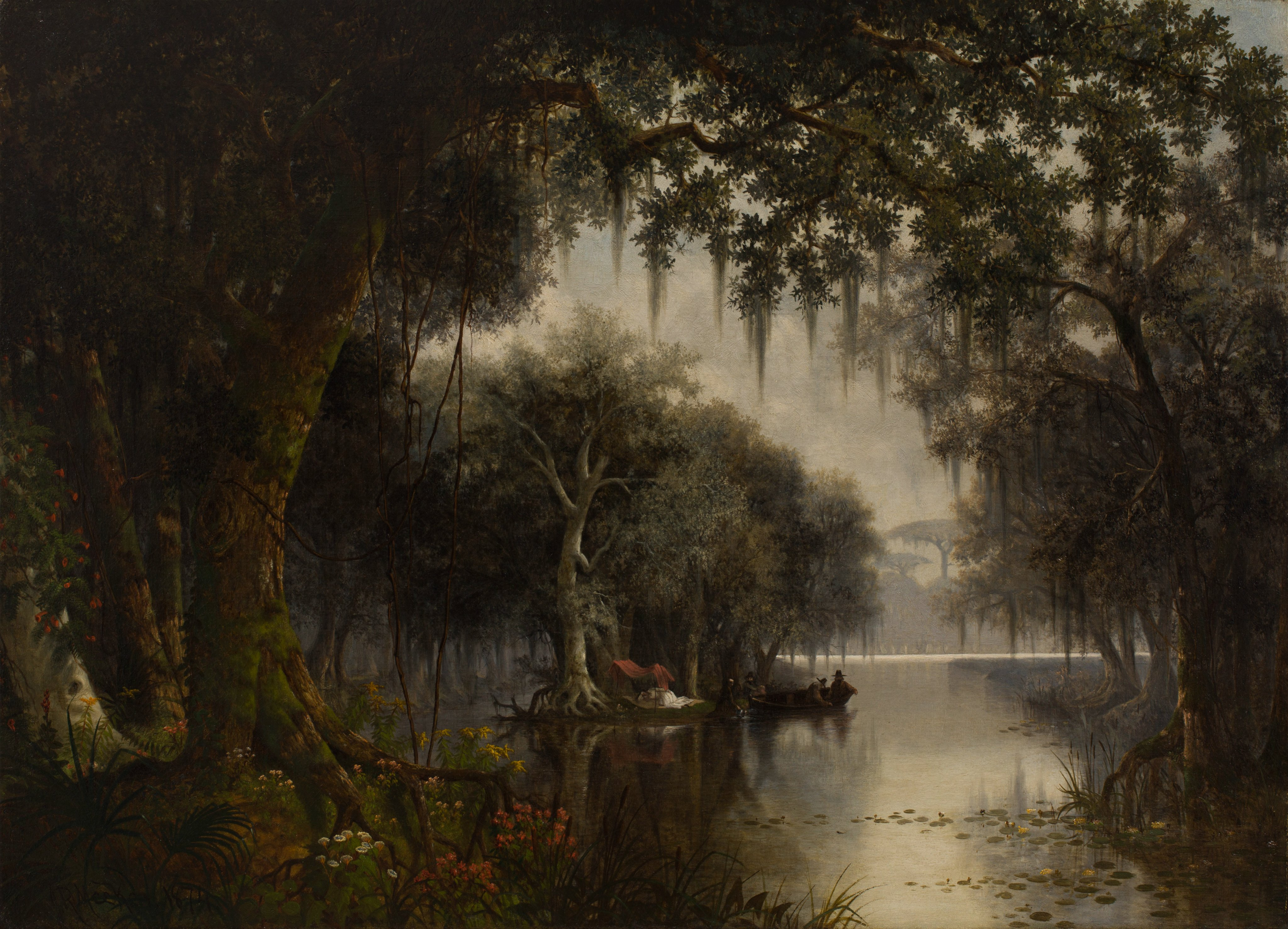
The Land of Evangeline von Joseph Rusling Meeker, 1874

Evangeline erzählt von der Liebe und dem Umherirren zweier junger Akadier, Évangéline Bellefontaine und Gabriel Lajeunesse, die am Tag nach ihrer Verlobung auf verschiedenen Schiffen aus Grand-Pré (Nova Scotia) in Richtung Louisiana deportiert werden. Das Gedicht begleitet Evangeline anschließend durch die Landschaften Amerikas, während sie Jahre auf der Suche nach Gabriel verbringt und manchmal in der Nähe von ihm ist, ohne es zu bemerken. Schließlich lässt sie sich in Philadelphia nieder und arbeitet als Schwester der Barmherzigkeit bei den Armen. Bei der Pflege von Sterbenden während einer Epidemie findet sie den mittellosen Gabriel unter den Kranken. Er stirbt in ihren Armen.

## Entstehung und Veröffentlichung

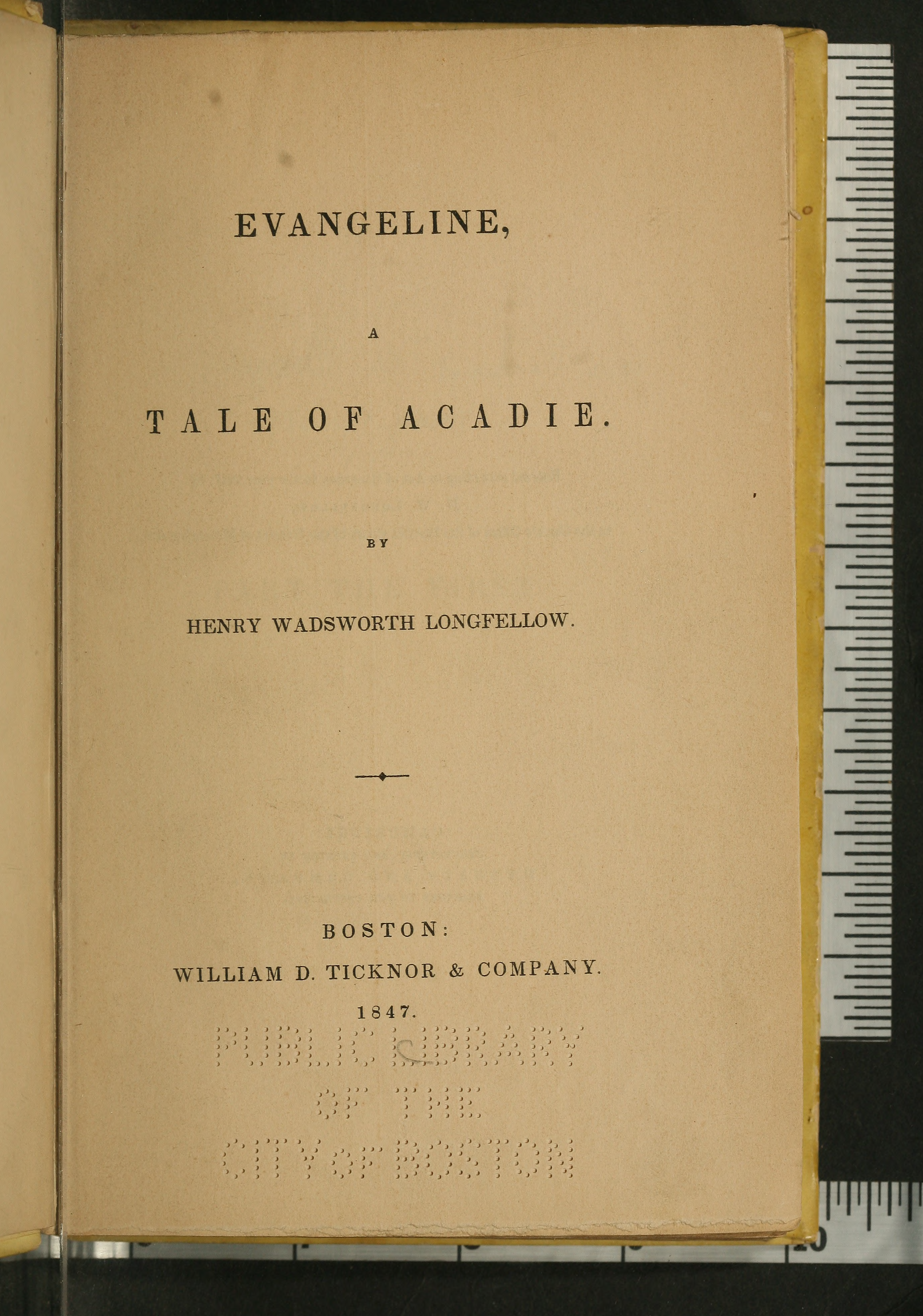
Titelseite der Erstausgabe von 1847

Longfellow wurde von seinem Freund Nathaniel Hawthorne in die wahre Geschichte der Akadier in Nova Scotia eingeführt. Hawthorne bekam vom Bostoner Pfarrer Rev. Horace Conolly die Geschichte eines getrennten akadischen Liebespaares erzählt, welcher dieser wiederum von seinen Gemeindemitgliedern gehört hatte. Hawthorne und Longfellow hatten zusammen das Bowdoin College besucht, obwohl sie zu dieser Zeit keine Freunde waren. Jahre später, 1837, kontaktierte Hawthorne Longfellow für seine Meinung zu seinen kürzlich veröffentlichten Geschichten in der Zeitschrift North American Review, die Longfellow als geniale Werke lobte; beide wurden von nun an lebenslange Freunde. Hawthorne war nicht daran interessiert, Conollys Geschichte zu bearbeiten, denn, wie er Conolly sagte: „Es liegt mir nicht: Es gibt keine starken Lichter und keine schweren Schatten.“. Longfellow hingegen nahm die Idee auf und setzte sie in ein Gedicht um, nachdem er monatelang die Geschichte der Familien in Nova Scotia studiert hatte.
Longfellow, der nie den Schauplatz der eigentlichen Geschichte besucht hatte, vertraute stark auf Thomas Chandler Haliburtons Buch An Historical and Statistical Account of Nova Scotia und ähnliche Werke für weitere Hintergrundinformationen. Seine Arbeit mit historischen Quellen bezeugt ein Tagebucheintrag vom 7. Januar 1847: „Ging in die Bibliothek und besorgte mir Watsons Annals of Philadelphia und die Historical Collections of Pennsylvania. Außerdem Darbys Geographical Description of Louisiana. Diese Bücher müssen mir durch den letzten Teil von Evangeline helfen, was Fakten und Lokalkolorit betrifft. Aber die Form und Poesie müssen aus meinem eigenen Kopf kommen.“
Evangeline wurde am 1. November 1847 in Buchform veröffentlicht und verkaufte sich bis 1857 fast 36.000 Mal. Während dieser Zeit erreichte Longfellows Vergütung ihren Höhepunkt; für Evangeline erhielt er „Netto 25 und 1/16 Prozent“ Tantiemen, die für einen Dichter ein Rekordwert sein sollten.
Die erste französische Übersetzung in Nordamerika erfolgte 1865 durch Pamphile Le May. Bereits 1851 gab es eine Übersetzung ins Deutsche und Polnische und 1853 wurde eine französische Übersetzung in London veröffentlicht.

## Analyse

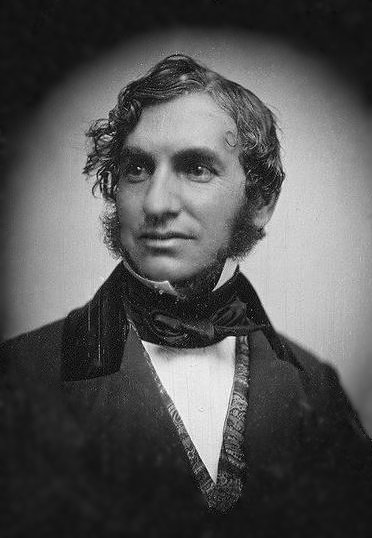
Henry Wadsworth Longfellow um 1850

Das Gedicht wurde in ungereimtem, daktylischem Hexameter verfasst, möglicherweise inspiriert von griechischen und lateinischen Klassikern, darunter Homer, den Longfellow während der Verfassung von Evangeline las. Kurz zuvor, im Jahr 1841, hatte er das Gedicht Die Abendmahlskinder des schwedischen Schriftstellers Esaias Tegnér übersetzt, das ebenfalls dieses Versmaß verwendete. Evangeline ist eines der wenigen Werke aus dem 19. Jahrhundert in diesem Versmaß, das heute noch verbreitet gelesen wird.
Als Beispiel die ersten vier Verse:
This is the forest primeval. The murmuring pines and the hemlocks,

Bearded with moss, and in garments green, indistinct in the twilight,

Stand like Druids of eld, with voices sad and prophetic,

Stand like harpers hoar, with beards that rest on their bosoms.
Übersetzt von Frank Siller:
Hier ist herrlicher Urwald. Die rauschenden Fichten und Tannen,

Moosumhangen, in grünen Gewändern, im unsichern Zwielicht,

Steh’n wie Druiden da, mit Stimmen, tief und prophetisch,

Stehen wie Harfner, grau, mit brust überhängenden Bärten,
Von einigen wurde Longfellows Wahl des daktylischen Hexameters kritisiert, darunter vom Dichter John Greenleaf Whittier, der sagte, ein Prosastil hätte ähnlich wie bei Longfellows Hyperion besser gepasst. Longfellow war sich der möglichen Kritik bewusst. Als Longfellow eine Kopie des Gedichts an Bryan Procter schickte, schrieb er: „Ich hoffe, du wirst es nicht wegen des Versmaßes ablehnen. Tatsächlich konnte ich es nicht so wie es ist in irgendeinem anderen schreiben; es hätte seinen Charakter völlig verändert.“ Sogar Longfellows Frau Fanny verteidigte seine Wahl und schrieb an einen Freund: „Es ermöglicht ein größeres Ausdrucksvermögen als jedes andere, und es ist klangvoll wie das Meer, das immer in Evangelines Ohr erklingt.“ Dennoch wünschte sich Longfellow beim Durchsehen der Probedrucke für eine zweite Ausgabe kurzzeitig, er hätte eine andere poetische Struktur verwendet:

„Es wäre sicherlich eine Erleichterung für die Hexameter, wenn sie sich die Beine etwas mehr dehnen könnten; dennoch glaube ich, dass sie um der Einheitlichkeit willen doch eine Weile länger mit unter sich gebeugten Knien sitzen müssen, wie Reisende in einer Postkutsche.“

Der Name Evangeline kommt von dem lateinischen Wort Evangelium. Das lateinische Wort selbst leitet sich von den griechischen Wörtern eu („gut“) und angelma („Nachrichten“) ab.

## Reaktionen
Evangeline wurde Longfellows berühmtestes Werk und verbreitet gelesen. Die zeitgenössischen Rezensionen waren sehr positiv. Ein Rezensent des Metropolitan Magazine schrieb: „Niemand mit dem Anspruch auf ein poetisches Gefühl kann sein köstliches Porträt von rustikaler Landschaft und einer längst vergangenen Lebensweise ohne die intensivste Freude lesen.“ Longfellows Freund Charles Sumner sagte, er habe eine Frau getroffen, „die Evangeline etwa zwanzig Mal gelesen habe und es für das perfekteste Gedicht in der Sprache halte“. Für Longfellow selbst war die Geschichte „die beste Darstellung von der Treue und Beständigkeit der Frauen, von der ich je gehört und gelesen habe“.
Zu den Bewunderern des Gedichtes zählte auch König Leopold I. von Belgien. Von einigen wurde es als das erste bedeutende Langgedicht der amerikanischen Literatur bezeichnet.

## Einfluss

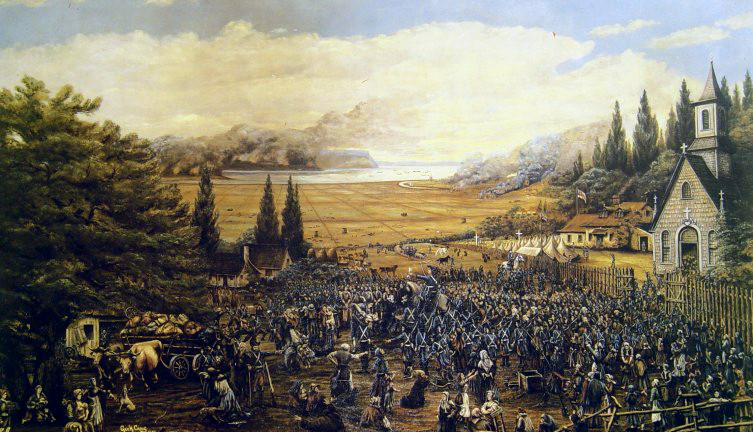
Gemälde von 1893, das die Deportation der Akadier im Jahr 1755 zeigt

Vor dem Einfluss von Longfellows Gedicht nahmen Historiker im Allgemeinen die britische Gründung von Halifax (1749) als Ausgangspunkt für die Geschichte von Nova Scotia. Longfellows Gedicht beleuchtet die 150 Jahre der akadischen Besiedlung, die der Gründung von Halifax vorausgingen.
Die Deportation der Akadier wurde von Neu-Engländern und Briten geplant und durchgeführt. Longfellow blendete im Gedicht Neu-Englands Verantwortung für das Ereignis aus und gab den Briten die alleinige Schuld für die Vertreibung. Dies wurde später vom Historiker Francis Parkman in seinem Buch Montcalm and Wolfe angefochten. Anstatt die Briten zu beschuldigen, benannte Parkman als das eigentliche Problem der Vertreibung den französischen Einfluss auf die Akadier, insbesondere durch Abbé Jean-Louis Le Loutre. Der amerikanische Historiker John Brebner zeigte schließlich in New England’s Outpost (1927) auf, wie entscheidend die Neu-Engländer bei der Vertreibung der Akadier mitwirkten.
Das Gedicht hatte eine starke Auswirkung auf die Geschichtsschreibung und Identität der Akadier im 19. und 20. Jahrhundert. Für viele Akadier, besonders für die Elite um die Jahrhundertwende, war es die wahre Geschichte ihrer Vorfahren, „jener einfachen akadischen Bauern“, die „in der Liebe zu Gott und dem Menschen lebten. So wie sie frei von Furcht waren, die bei Tyrannen herrscht, und von Neid, dem Laster der Republiken.“. Für sie war es die poetische Destillation ihrer Geschichte, die wahre Legende ihrer Vergangenheit.
Neuere Forschungen haben sowohl die historischen Fehler im Gedicht als auch die Komplexität der Vertreibung und der Beteiligten aufgezeigt, die das Gedicht verschleiert. Longfellows Gedicht verwandelt Akadien in eine Utopie und die Akadier zu einem homogenen, passiven, friedlichen und unschuldigen Volk, schweigt aber über den Widerstand, den bestimmte Akadier politisch und militärisch gegen die britische Besetzung von Akadien hegten.
Das Gedicht veranlasste Generationen von protestantischen Anglophonen, sich mit der Not eines Volkes zu identifizieren, das sie oft verteufelt und verfolgt haben, weil es katholisch war. Es bot auch einen sicheren sinnbildlichen Raum für Akadier, um Argumente für mehr Anerkennung und Respekt zu entwickeln.

### Denkmäler

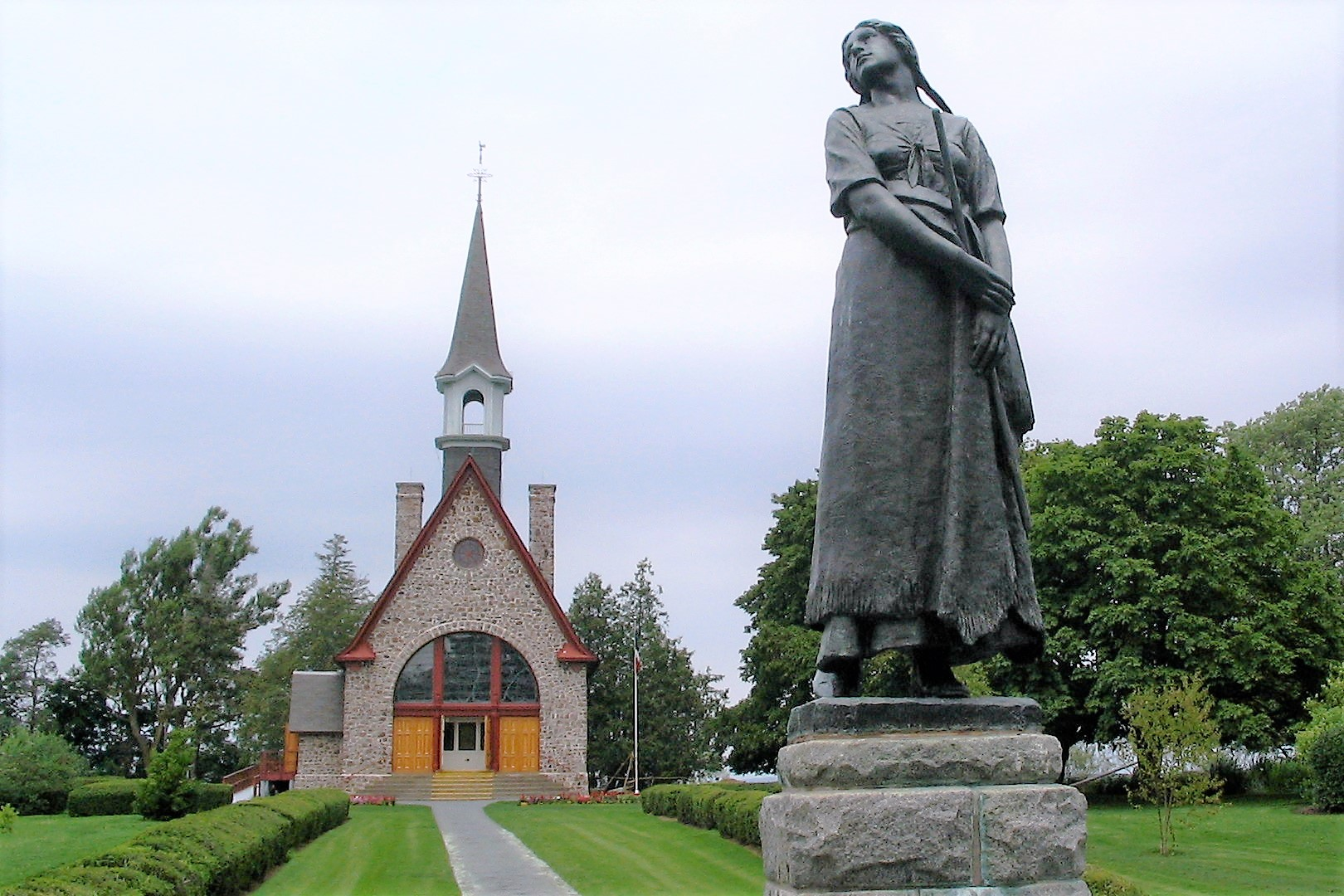
Evangeline-Statue in der Grand-Pré National Historic Site, Nova Scotia, Kanada.

1920 bauten Akadier in Grand-Pré die französische Kirche mit einer Evangeline-Statue im Innenhof wieder auf. Fast ein Jahrzehnt später, 1929, wurde eine Evangeline-Statue, für die die mexikanische Stummfilmschauspielerin Dolores del Río Pose stand, die 1929 die Hauptrolle im Film Evangeline spielte, an die Stadt St. Martinville in Louisiana von der Besetzung und Crew des Films gespendet. 1934 wurde mit der Longfellow-Evangeline State Historic Site der erste State Park in Louisiana eingerichtet.
1907 schrieb Felix Voorhies das Buch Acadian Reminiscences : The True Story of Evangeline („Akadische Reminiszenzen: Die Wahre Geschichte der Evangeline“). Dieses und andere nachfolgende Werke behaupteten, dass die „echten Namen“ der Charaktere „Emmeline LaBiche“ (bei Longfellow ist ihr vollständiger Name Evangeline Bellefontaine), deren Grab sich in St. Martinville befindet, und „Louis Arceneaux“ (im Gedicht Gabriel Lajeunesse) aus Lafayette (Louisiana) wären. Die „Evangeline-Eiche“ in St. Martinville erhebt den Anspruch, der ursprüngliche Treffpunkt von Emmeline und Louis gewesen zu sein.
Eine weitere Stätte, die behauptet, eine Beziehung zu den historischen Persönlichkeiten zu haben, auf denen Evangeline basiert, ist das Arceneaux House in Hamshire (Texas). Ein offizielles Schild weist darauf hin, dass hier Mary Gadrac Arceneaux wohnte, die Urenkelin von Louis Arceneaux, und dass das Haus 1880 an ihren Bruder Athenas Arceneaux und seine Erben überging.

### Toponyme
Evangeline ist die Namensgeberin vieler Orte in Louisiana und den kanadischen Seeprovinzen. Sie kommt auch häufig in Straßennamen akadischer Gemeinden vor.

#### Louisiana
In Louisiana werden folgende Orte nach Evangeline benannt:
- Evangeline Parish
- Evangeline (Louisiana), eine Gemeinde in Acadia Parish, wo die erste Ölquelle Louisianas gebohrt wurde[29][30]
- Evangeline Hall, ein 1936 gebautes Wohnheim der Louisiana State University

#### Kanada
- Evangeline (Gloucester County, New Brunswick)
- Evangeline-Miscouche, eine ländliche Gemeinde auf Prince Edward Island
- Evangeline, eine Gemeinde in Greater Moncton in Westmorland County, New Brunswick

Der Evangeline Trail ist eine historische Route in Nova Scotia, die das Annapolis-Tal, die angestammte Heimat der Akadier, durchquert. Der Panoramaweg wird von mehr als einem Dutzend kleiner akadischer Dörfer gesäumt. Er verläuft von Grand-Pré, dem Ort der ersten Vertreibungen, südlich nach Annapolis Royal nahe der historischen Stätte Port Royal, wo die erste französische Siedlung auf kanadischem Boden gegründet wurde. Der Evangeline Trail endet in Yarmouth (Nova Scotia) an der Südwestküste.

### Film

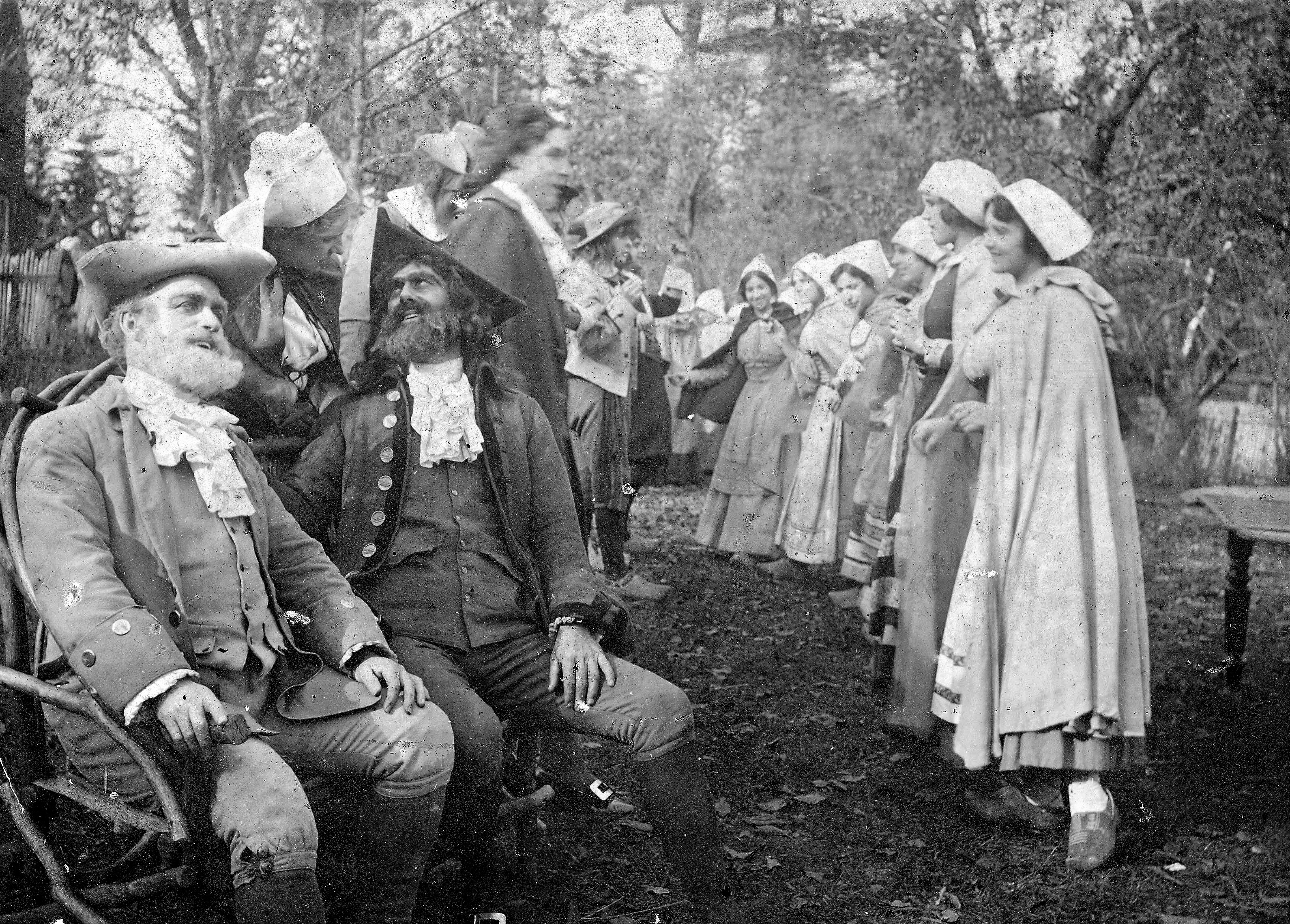
Szene aus dem Film von 1913

Evangeline aus dem Jahr 1913 war der erste kanadische Spielfilm überhaupt. Er wurde von der Canadian Bioscope Company aus Halifax produziert, Drehorte waren Annapolis Valley und Grand-Pré. 1919 drehte Raoul Walsh das Stummfilmdrama Evangeline für 20th Century Fox. Er wurde von seiner Frau Miriam Cooper angeregt, die in dem Film die Hauptrolle spielt. Der Film war einer der größten Erfolge des Duos, ist aber inzwischen verloren gegangen. 1929 realisierte Edwin Carewe eine Filmversion mit Dolores del Río, die in Louisiana gedreht und mit einem Titelsong von Al Jolson und Billy Rose begleitet wurde.
Das Gedicht wurde im Film Angel Heart mit Mickey Rourke und Robert De Niro erwähnt. Bezug zu Evangeline nimmt auch der Disney-Film Küss den Frosch. Das Cajun-Glühwürmchen Ray verliebt sich in ein funkelndes Licht namens Evangeline, das sich als Stern entpuppt. Nach seinem Tod am Ende des Films erscheint Ray selbst als Stern mit Evangeline Seite an Seite am Nachthimmel.

### Musik und Theater
Evangeline war das Thema einer Vielzahl von Liedern:
- Ein populäres Lied auf Französisch mit dem Titel Evangeline wurde 1971 von Michel Conte geschrieben. Ursprünglich wurde es von Isabelle Pierre gesungen. Eine Version von Annie Blanchard gewann 2006 den ADISQ-Preis für den beliebtesten Song.[31]
- Robbie Robertson von The Band schrieb einen Song Evangeline, der zusammen mit Emmylou Harris gesungen wurde. Im Songtext ist Evangeline ein Mädchen aus den Seeprovinzen, das auf ihren abwesenden Geliebten aus Louisiana wartet, aber die Handlung und der Zeitraum unterscheiden sich von Longfellows Original. Ein weiterer Robertson-Song, Acadian Driftwood von 1975, wurde ebenfalls von Longfellows Gedicht beeinflusst.[32]
- Eine halbstündige Gitarren-Suite des Gitarristen und Komponisten Loren Mazzacane Connors, basierend auf Szenen aus der Longfellow-Geschichte, wurde 1998 als Compact Disc mit dem Titel Evangeline veröffentlicht, der Titeltrack wird von Suzanne Langille gesungen.
- Der Indie-Folk-Künstler Tony Halchak veröffentlichte 2011 eine EP mit dem Titel A Tale of Acadie, die auf dem Gedicht basiert, aber aus Gabriels Sicht erzählt.[33]

Mehrere Komponisten aus aller Welt haben Werke geschrieben, die auf der Geschichte von Evangeline basieren.
Die Oper Evangeline von Graham George enthält ein Libretto, das sowohl auf Longfellow als auch auf Quellen zur Geschichte Akadiens von Paul Roddick und Donald Warren basiert. Sie wurde am 1. Dezember 1948 vom Queen’s University Glee Club unter der Leitung des Komponisten im Festsaal von Kingstons LaSalle Hotel uraufgeführt. Weitere Opern stammen vom französischen Komponisten Xavier Leroux (1863–1919), dessen vieraktige Évangéline, ‘légende acadienne’ 1895 vom Théâtre de la Monnaie in Brüssel uraufgeführt wurde, und vom US-Komponisten Otto Luening, dessen dreiaktige Evangeline im Mai 1948 in der Brander Matthews Hall der Columbia University in New York uraufgeführt wurde. Die Nationalbibliothek von Québec besitzt Fragmente (67 Seiten) einer unvollendeten Oper Évangéline in drei Akten von Émilien Allard mit einem Libretto von Gaétan Valois.
Der in London geborene Organist George Carter komponierte 1873 die Kantate Evangeline. Thomas Hahns dramatische Kantate Evangeline (1967) für Sopran, fünf Männerstimmen, Chor und Orchester verwendete einen von Joan Fontaine adaptierten Text des Longfellow-Gedichts. Robert Talbot schrieb auch ein Oratorium zu diesem Thema. Évangéline et Gabriel, eine Oper von Marc Gagné, die teilweise von Longfellows Gedicht inspiriert wurde, wurde 1990 fertiggestellt.

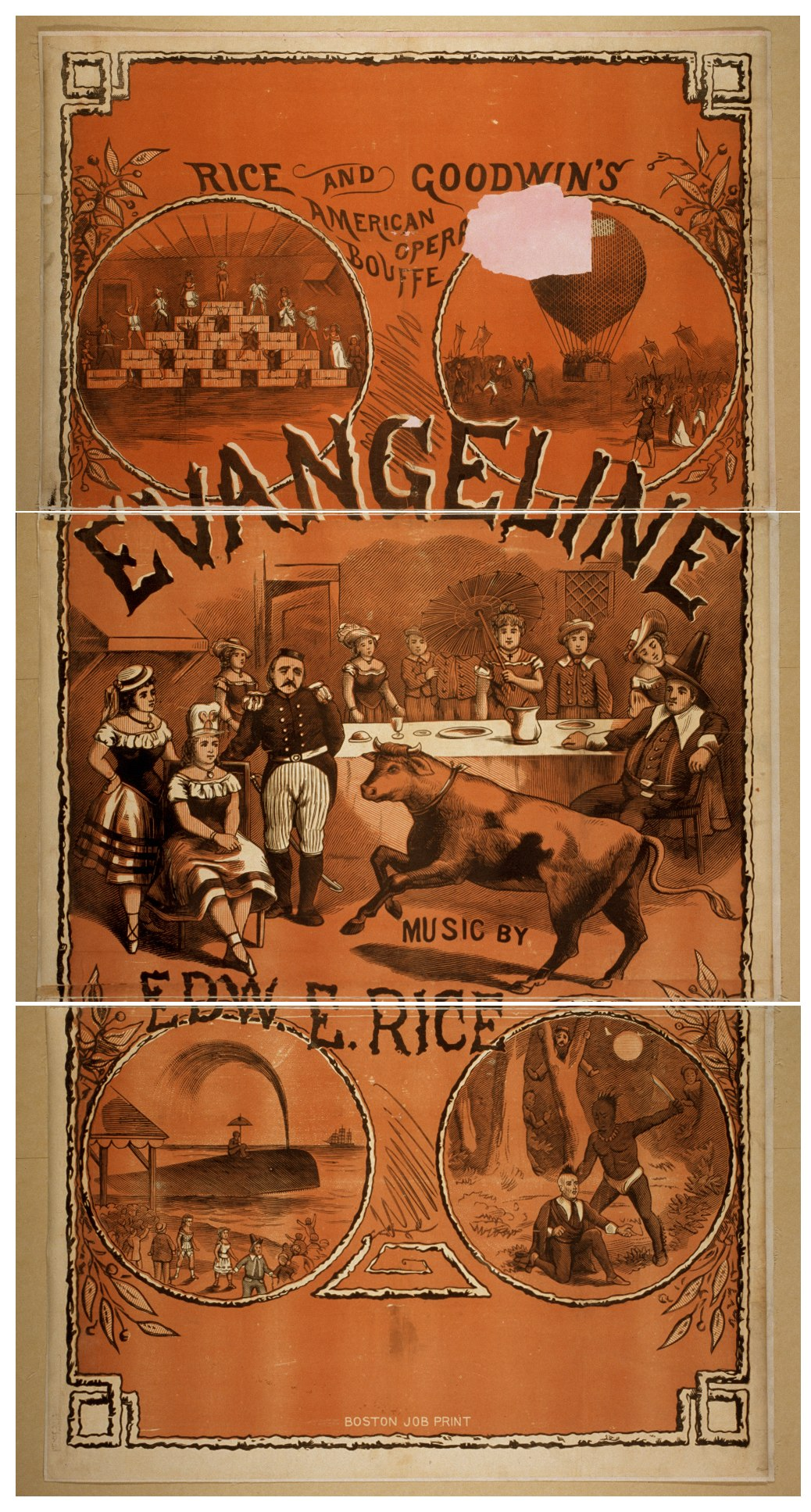
Poster für das Musical Evangeline; or, The Belle of Acadia aus dem Jahr 1878

Als Musical wurde das Gedicht erstmals 1874 adaptiert. Evangeline; or, The Belle of Acadia war bis Ende des 19. Jahrhunderts ein äußerst erfolgreiches Broadway-Stück.
Die kanadische Folksängerin und Songwriterin Susan Crowe erwähnt die „Statue von Evangeline“ in ihrem Song Your One and Only Life, dem ersten Track auf einem 1996 erschienenen Album mit dem Titel The Door to the River.
Eine Adaption von Paul Taranto und Jamie Wax aus dem Jahr 1999, Evangeline: The Musical, führte zu einem 1999 aufgenommenen Album und eine Aufführung dieses Musicals in Shreveport wurde 2000 von PBS ausgestrahlt.
Eine musikalische Adaption des Kanadiers Ted Dykstra wurde 2013 in Charlottetown uraufgeführt und 2015 auf Prince Edward Island und im Citadel Theatre in Edmonton, Alberta wiederaufgeführt. Tony-Award-Preisträger Brent Carver spielte in dieser Produktion die Rolle des Father Felician.
Eine auf Evangeline basierende Oper, komponiert von Colin Doroschuk, debütierte 2012 in verkürzter Konzertform, und wurde 2014 im Operntheater von Rimouski uraufgeführt. Doroschuk war zuvor mit seinen Brüdern Mitglied der kanadischen Synthie-Pop-Band Men Without Hats.

## Sonstiges
- Die erste Zeile „This is the forest primeval“ ist ein berühmtes Beispiel für eine englische Anastrophe.[39]
- Das Logo der Dominion Atlantic Railway bestand aus einer Darstellung von Evangeline mit dem Text „Land of Evangeline Route“.[40] Außerdem gab es einen VIA-Rail-Zug mit dem Namen Evangeline, der von Halifax nach Yarmouth fuhr, seinen Betrieb aber 1990 einstellte.
- Von 1949 bis 1982 erschien in New Brunswick die Tageszeitung L’Évangéline.

## Textausgaben

### Deutsche Übersetzungen
- Evangeline: Eine Erzählung aus Acadien. Aus dem Englischen, mit dem Lebensabriss des Verfassers und einer geschichtlichen Einleitung von P. J. Belke. Weber, Leipzig 1854.
- Evangeline – Eine Erzählung aus Arcadien. Aus dem Englischen des Longfellow übersetzt von Julie Gramberg. Schulzesche Hof-Buchhandlung, Oldenburg 1870.
- Evangeline. Ein amerikanisches Epos in zehn Gesängen. In deutscher Nachdichtung von Paul Herlth. Kühtmann, Bremen 1870.
- Evangeline. Ins Deutsche übersetzt von Frank Siller. Ernst Keil, Leipzig 1879.
- Evangeline. Idyllisches Epos. Deutsch von Heinrich Viehoff. Otto Hendel, Halle (Saale) ca. 1890.
- Evangeline. Amerikanische Idylle. Übersetzt von Karl Knortz. Reclam, Leipzig um 1900.
- Evangeline. Aus dem Englischen von Otto Hauser, Bildschmuck von Artur Dixon. Nister, Nürnberg um 1900.
- Longfellow’s Evangeline. Kritische Ausgabe mit Einleitung, Untersuchungen über die Geschichte des englischen Hexameters und Anmerkungen, von Ernst Sieper. Winter, Heidelberg 1905.
- Evangeline I und II. Übersetzt aus dem Englischen und Einleitung von Otto Hauser. Duncker, Weimar 1914.
- H. W. Longfellow’s Evangeline : Ein Liebesgesang aus Akadien. In neuer deutscher Übersetzung von Johannes Friedemann, herausgegeben von Ludwig Beyer-Schoder. Gudrun-Verlag, Berlin 1920.
- Henry Wadsworth Longfellows akadische Mär Evangeline. In deutscher Blankvers. übertragen von August Vezin, mit 12 Scherenschnitten von Ernst Heinemann. Callwey, München 1929.

## Sekundärliteratur
- Klaus Martens: Die ausgewanderte „Evangeline“ : Longfellows epische Idylle im übersetzerischen Transfer. (= Beiträge zur englischen und amerikanischen Literatur. Bd. 8.) Schöningh, Paderborn 1989, ISBN 978-3-506-70818-2.

## Dokumentationen
- Ginette Pellerin: Evangeline’s Quest, National Film Board of Canada, 1996, 53:39 min (englisch).